# Liste der Biografien/Niw
Liste der Biografien |
Portal Biografien |
Personensuche
# |
A |
B |
C |
D |
E |
F |
G |
H |
I |
J |
K |
L |
M |
N |
O |
P |
Q |
R |
S |
T |
U |
V |
W |
X |
Y |
Z |
?
 
Na |
Nb |
Nc |
Nd |
Ne |
Nf |
Ng |
Nh |
Ni |
Nj |
Nk |
Nl |
Nm |
Nn |
No |
Nr |
Ns |
Nt |
Nu |
Nv |
Nw |
Nx |
Ny |
Nz
 
Nia |
Nib |
Nic |
Nid |
Nie |
Nif |
Nig |
Nih |
Nii |
Nij |
Nik |
Nil |
Nim |
Nin |
Nio |
Nip |
Niq |
Nir |
Nis |
Nit |
Niu |
Niv |
Niw |
Nix |
Niy |
Niz
Die Liste der Biografien führt alle Personen auf, die in der deutschsprachigen Wikipedia einen Artikel haben. Dieses ist eine Teilliste mit 15 Einträgen von Personen, deren Namen mit den Buchstaben „Niw“ beginnt.

## Niw

### Niwa
- Niwa, Akemi (* 1973), japanische Curlerin

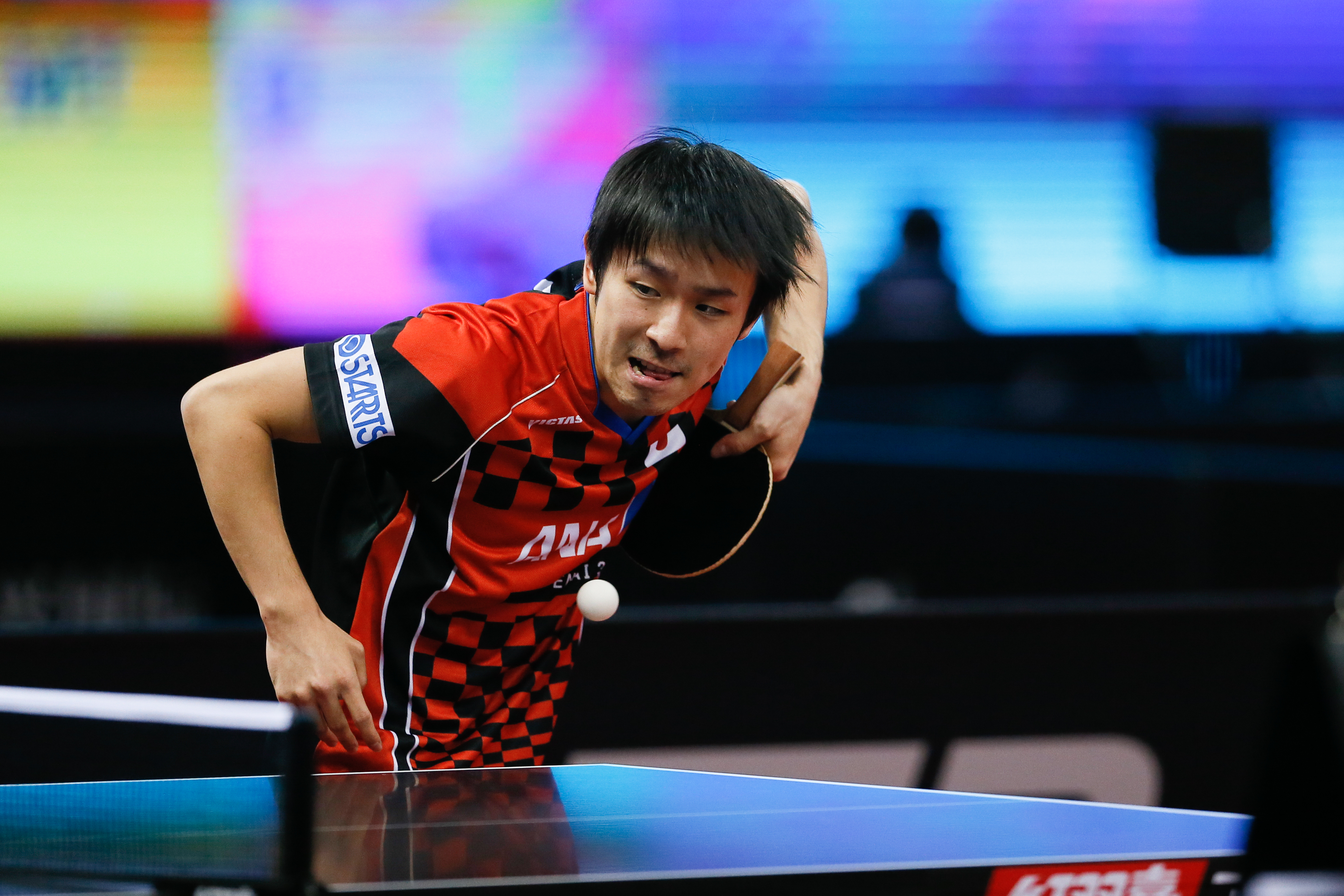
Kōki Niwa (* 1994)

- Niwa, Daiki (* 1986), japanischer Fußballspieler
- Niwa, Fumio (1904–2005), japanischer Schriftsteller
- Niwa, Jun’ichirō (1852–1919), japanischer Übersetzer und Schriftsteller
- Niwa, Kazuya (* 1998), japanischer Fußballspieler
- Niwa, Kōki (* 1994), japanischer TischtennisspielerKōki Niwa (* 1994)
- Niwa, Ryūhei (* 1986), japanischer Fußballspieler
- Niwa, Shion (* 1994), japanischer Fußballspieler
- Niwa, Yasujirō (1893–1975), japanischer Elektroingenieur
- Niwano, Kōshō, Vize-Präsidentin und designierte Nachfolgerin des derzeitigen Präsidenten der Risshō Kōseikai
- Niwano, Nikkyō (1906–1999), japanischer Buddhist
- Niwata, Akiko (* 1984), japanische Fußballspielerin
- Niwata, Kiyomi (* 1970), japanische Triathletin

### Niwe
- Niweat Siriwong (* 1977), thailändischer Fußballspieler
- Niwemugizi, Severine (* 1956), tansanischer Geistlicher, römisch-katholischer Bischof von Rulenge-Ngara